# Abdallah Sharif
Abdallah Sharif (tiếng Ả Rập: عبد الله الشريف) (sinh ngày 30 tháng 3 năm 1985) là một cầu thủ bóng đá người Libya. Hiện tại anh thi đấu cho câu lạc bộ tại Giải bóng đá ngoại hạng Libya Madina ở vị trí tiền vệ.
Sharif được triệu tập vào đội tuyển quốc gia trong trận giao hữu trước Bénin.